# ホッピング

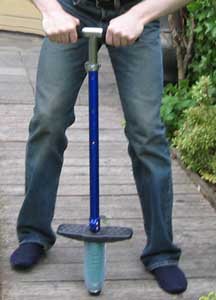
ポゴスティック

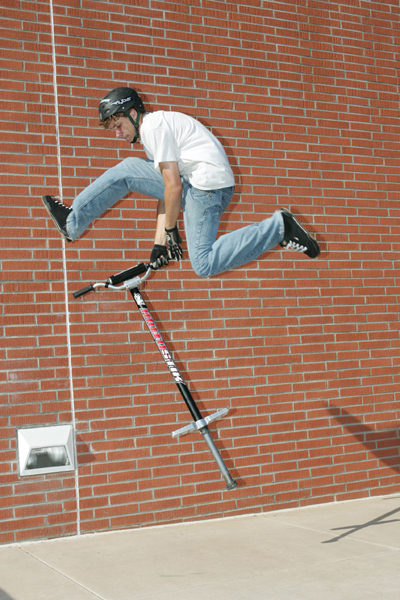
スポーツとしての「ポゴ」

ホッピングは、ポゴスティック (pogo stick) の日本における名称。取手と足場の付いた棒の底面がばねで弾むようになっており、それに乗ってバランスを取りながら高く飛び跳ねて遊ぶもの。

## 概要
現代に伝わる形状のものは1920年頃にドイツで発明された。「pogo」の名称はその発明者2人の姓PohligとGottschallをとったものとされる。ヨーロッパではこの頃愛好者によるクラブもあったとされる。
通常は足場の下に押しばねが備わっているが、スタント向けの機種では引きばね、ゴム、または圧縮空気を本体内部に仕込んで反発力を強化している。ホッピングによるギネス世界記録はこのような強化型によって達成されている。
- 7フィート6インチ（2.286メートル）の記録がゴム方式の「Flybar」で達成されている[2]。
- 11.15フィート（3.4メートル）の記録が圧縮空気モデル「Vurtego」（後述）にて達成されている。

近年、BMXやフリースタイルモトクロスのようにトリックを競う新たなエクストリームスポーツとしての発信が行われ、再び人気を取り戻している（英語版Extreme Pogo参照）。

## 日本での歴史
1930年頃に『スポオツヂャンプ』の商品名で発売され、「脳が良くなる」と宣伝されていた。
1955年頃に「ホッピング」と命名されたポゴスティックがアメリカより輸入販売される。バランス感覚を競う子供の遊びとして1956年暮れから1957年春をピークに全国に流行した（第一次ホッピングブーム）。しかし、長時間飛び続けて胃下垂や足の骨膜炎を訴える子供が出現。ホッピングは過激な遊びであるとして社会問題化し、ブームは沈静化して廃れていった。
1980年頃、バンダイが『スカイホッピー』として発売すると、第一次ブームを知らない子供達の間で再び流行した。1984年にナムコが稼働開始したアーケードゲーム『パックランド』に登場、ナムコはその後にも1986年稼働のアーケードゲーム『ホッピングマッピー』にポゴスティックを登場させている。その他、有名企業のコマーシャルなどにモチーフとして採用された。
日本におけるエクストリームスポーツとしてのポゴスティックは、2015年頃、アクティビティショップ4ALL（フォール）により、独自の空気式を採用した「Vurtego」の輸入販売が始まったことで広まった。